# Amylostereaceae
Amylostereaceae är en familj av svampar. Amylostereaceae ingår i ordningen Russulales, klassen Agaricomycetes, divisionen basidiesvampar och riket svampar.
|                 | Russulaceae                    |
|                 |                                |
|                 | Peniophoraceae                 |
|                 |                                |
|                 | Lachnocladiaceae               |
|                 |                                |
|                 | Hybogasteraceae                |
|                 |                                |
|                 | Hericiaceae                    |
|                 |                                |
|                 | Echinodontiaceae               |
|                 |                                |
|                 | Bondarzewiaceae                |
|                 |                                |
|                 | Auriscalpiaceae                |
|                 |                                |
| Amylostereaceae | \| \| Amylostereum \| \| \| \| |
|                 | \| \| Amylostereum \| \| \| \| |
|                 | Albatrellaceae                 |
|                 |                                |
|                 | Stephanosporaceae              |
|                 |                                |
|                 | Stereaceae                     |
|                 |                                |
|                 | Gloeopeniophorella             |
|                 |                                |
|                 | Scopulodontia                  |
|                 |                                |
|                 | Haloaleurodiscus               |
|                 |                                |
|                 | Scytinostromella               |
|                 |                                |
|                 | Aleurocystidiellum             |
|                 |                                |
|                 | Gloeoasterostroma              |
|                 |                                |
|                 | Gloeohypochnicium              |
|                 |                                |
|                 | Amylostereum                   |
|                 |                                |

|  | Amylostereum |
|  |              |